# ضباع حادة
الضباع الحادة (الاسم العلمي: Oxyaenidae)، هي فصيلة منقرضة من الثدييات المشيمية الآكلة للحوم. تصنف تقليديا برتبة المفترسات، وتم تصنيف هذه المجموعة الآن برتبتها الخاصة الضباعا الحادة الأسنان (الاسم العلمي: Oxyaenodonta) داخل الفرع الحيوي (جميع اللواحم) في الرتبة الكبرى الأوابد. تحتوي المجموعة على أربعة فصيلات تضم أربعة عشر جنسا. وكانت الضباع الحادة أول من ظهر خلال أواخر العصر الباليوسيني في أمريكا الشمالية، بينما ظهرت التشعبات الأصغر من الأوكسيينات في أوروبا وآسيا خلال العصر الأيوسيني.